# Android Ice Cream Sandwich
Android 4.0 «Ice Cream Sandwich» — версія мобільної операційної системи Android, розроблена Google. Опублікована 19 жовтня 2011 року, Android 4.0 мав значні зміни, зроблені тільки для Android-планшета Android Honeycomb для створення єдиної платформи для смартфонів та планшетів.

## Опис
Android 4.0 орієнтований на спрощення й модернізацію спільного досвіду Android навколо нового набору керувань для інтерфейсу користувача. У рамках цих зусиль він представив новий зовнішній вигляд під кодовою назвою «Holo», котрий збудований навколо більш чистого, мінімалістичного дизайну і нового шрифту за замовчуванням Roboto. Він також представив ряд інших нових функцій, включаючи оновлений домашній екран, підтримку ближнього поля (NFC) та можливість «пускати» контент іншому користувачу з використанням технології, оновленого веббраузера, нового менеджера контактів з соціальними мережеву інтеграцію, можливість доступу до камери і керування відтворенням музики з екрана блокування, візуальну підтримку голосової пошти, розпізнавання осіб для розблокування пристрою («Face Unlock»), можливість моніторингу та обмеження використання мобільних даних та інші внутрішні поліпшення.
Android 4.0 отримав позитивні відгуки критиків, котрі похвалили чистішийий, оновлений зовнішній вигляд операційної системи в порівнянні з минулими версіями, а також поліпшили продуктивність і функціональність. Тим не менш, критики все ще відчували, що деякі з додатків Android 4.0 все одно не мають якості і функціональності в порівнянні зі сторонніми еквівалентами і розглядають деякі нові функції операційної системи, особливо функцію «розблокувати лице», як трюки.
Підтримка Сервісів Google Play для 4.0 закінчилася в лютому 2019 року. Станом на травень 2019 року статистика, опублікована Google, показує, що 0,3 % всіх пристроїв Android мають Ice Cream Sandwich.
Підтримку припинено 6 грудня 2018 року.

## Історія оновлень

### 4.0.1
- Використання єдиної оболонки для планшетів, смартфонів та інших пристроїв на базі OS Android.
- Open Accessory API — API для інтеграції з різноманітним обладнанням.
- Підтримка Real-time Transport Protocol API для аудіо.
- Поліпшлена багатозадачність.
- Змінена панель сповіщень.
- Змінена панель блокування з винесенням ярликів для швидкого запуску камери, доступу до функцій телефону (викликів), доступу до текстових повідомлень і меню для роботи з електронною поштою.
- Покрашене введення тексту та перевірка орфографії.
- Покращений режим голосового диктування тексту.
- Система контролю використання інтернет-трафіку.
- Програмне поліпшення камери: впровадження режиму панорамної зйомки, програмна стабілізація зображення, ефекти у реальному часі та при відеозйомці.
- Підтримка зняття скриншотов (screen capture) засобами операційної системи.
- Оновлений браузер з підтримкою вкладок, синхронізацією закладок Google Chrome. Також оновлене ядро WebKit і рушій V8 з підтримкою Crankshaft
- Розширені можливості безпеки: розблокування пристрою через розпізнавання обличчя власника, повне шифрування апарату, ASLR, новий VPN API.
- Підтримка Wi-Fi Direct.

### 4.0.2
- Виправлення помилок для Galaxy Nexus.

### 4.0.3
- Оптимізації і виправлення знайдених недоліків для смартфонів і планшетів.

### 4.0.4
- Поліпшення продуктивності камери, збільшення стабільності, більш плавний поворот екрану і деякі виправлення.